# 제폴트
제폴트(2002년 11월 22일 ~)는 대한민국의 가수다. 2020년 싱글 《4ever Young》으로 데뷔했다. 이전 예명은 루이 키드였다.

## 학력
- 고양 주엽고등학교 졸업

## 방송
- 고등래퍼 4 (2021) - Top24
- 쇼미더머니 10 (2021) - Top132

## 음반
- 4ever Young (2020)
- 은하공백 (2020)
- Restaurant (2021)

### XND
- we are (2021)
- XLAND (2022)